# Lúcio Quíncio Flaminino
Lúcio Quíncio Flaminino (m. 170 a.C.; em latim: Lucius Quinctius Flamininus) foi um político da gente Quíncia da República Romana eleito cônsul em 192 a.C. com Cneu Domício Enobarbo. Era irmão de Tito Quíncio Flaminino, cônsul em 198 a.C. e herói da Segunda Guerra Macedônica, e um dos dois foi pai de Tito Quíncio Flaminino, cônsul em 150 a.C.. É famoso principalmente por ter sido expulso do Senado Romano por Catão, o Velho.

## Primeiros anos

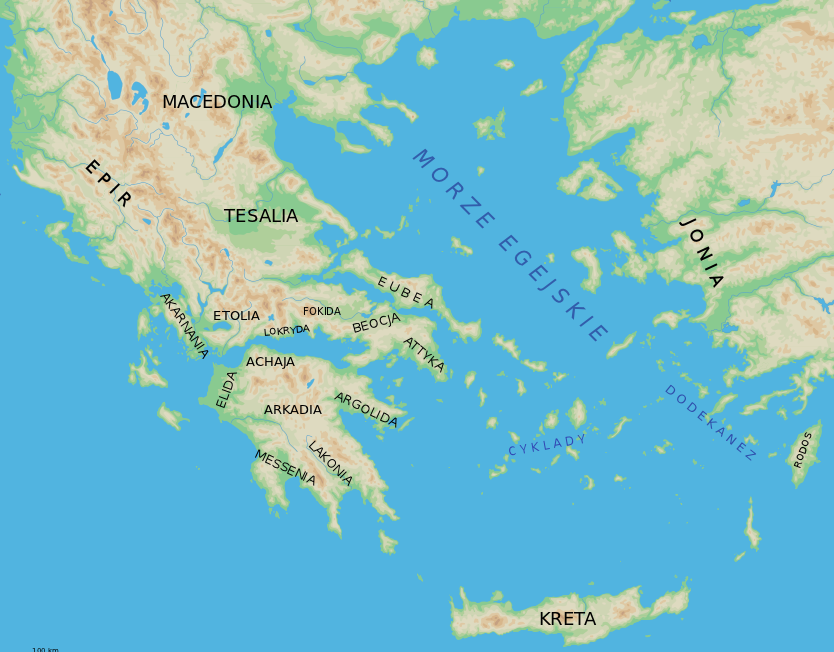
Antigas regiões da Grécia, com a Eubeia à esquerda e a Acarnânia à direita. Esparta fica ao sul, na Lacônia

Lúcio era membro da gente patrícia dos Quíncios e irmão de Tito Quíncio Flaminino. Foi eleito edil curul em 201 a.C. e, dois anos depois, serviu como pretor urbano. Em 198 a.C., teve seu imperium prorrogado pelo Senado, inicialmente para para enfrentar a dura missão de alocar terra em toda a Itália para os veteranos da campanha na Hispânia. Porém, seu irmão assegurou que ele recebesse um comando propretorial à frente de uma frota na Grécia, onde Lúcio acabou se tornando o responsável pela segurança da costa da Itália durante a Segunda Guerra Macedônica. Lívio afirma que ele teria sido legado também.
Flaminino inicialmente navegou até Córcira e depois de receber a frota de seu antecessor, Lúcio Apúscio, perto da ilha de Zama, seguiu lentamente do Cabo Maleas até Pireu para se juntar aos navios que estavam postados ali para proteger Atenas. Logo depois, se juntaram a ele as frotas aliadas de Átalo I, rei de Pérgamo, e de Rodes. Com suas forças reunidas, Flaminino cercou Erétria, que estava ocupada pelas forças macedônicas. A cidade foi capturada por suas forças quando, durante um ataque-surpresa noturno, a guarnição se rendeu. Flaminino conseguiu, como sua parte do saque, amealhar uma grande coleção de obras de arte depois da vitória. Notícias da captura romana rapidamente se espalharam pela região e Caristo se rendeu espontaneamente aos romanos.
Tendo assegurado a posse das duas principais cidades da Eubeia, Flaminino seguiu com a frota para Cencreas (em latim: Cenchreae) e começou a se preparar para cercar Corinto. Apesar de ter conseguido capturar a primeira, suas forças foram repelida quando ele tentou atacar as defesas da segunda. Depois de receber instruções de seu irmão, que era o procônsul a cargo da campanha, Flaminino enviou uma embaixada até a Liga Acaia para pedir ajuda na guerra. A maior parte das cidades-estado gregas se bandearam para o lado romano, juntando suas forças à de Flaminino no cerco a Corinto. Com suas próprias forças reforçadas, Lúcio conseguiu juntar sob seu comando um número de soldados equivalente ao da guarnição que defendia Corinto, que incluía um grande número de italianos que haviam desertado os romanos durante a Segunda Guerra Púnica. Mas nem assim Flaminino conseguiu tomar a cidade e foi forçado a abandonar o cerco. Em seguida, Lúcio retornou com a frota para Córcira, onde passou o inverno.
Em 197 a.C., Lúcio foi nomeado legado de Tito Flaminino, seu irmão, novamente com o comando da frota romana, uma posição que ele manteve até 194 a.C.. Seu primeiro ato foi acompanhar o irmão até uma conferência com o tirano de Esparta, Nábis. Pouco antes da decisiva Batalha de Cinoscéfalos, Flaminino soube da decisão da Acarnânia de se juntar às forças de Filipe V da Macedônia e, por isso, navegou com a frota até Leucas, que foi posta sob bloqueio. Depois de uma resistência inicial, os romanos tomaram a cidade de assalto e massacraram um grande número de acarnânios, que estavam determinados a não se render. Foi apenas depois que as notícias da vitória romana em Cinoscéfalos que o resto da Acarnânia se rendeu a Lúcio Flaminino.
Dois anos depois, Flaminino novamente apoiou seu irmão, fornecendo e liderando um esquadrão de 40 navios para acompanhá-lo em sua Guerra contra Nábis. Lúcio tomou diversas cidades costeiras, algumas depois de rendições espontâneas e outras à força, antes de começar um bloqueio de Gítio (em latim: Gythium) pelo mar enquanto seu chegava com o exército para iniciar o cerco por terra. Finalmente a cidade caiu, traída por Gorgopas.

## Consulado (192 a.C.)

Mapa da Gália Cisalpina. Em azul, os povos gauleses, como os boios (Boii). Em vermelho, os não-gauleses, incluindo os lígures. Ambos foram enfrentados por Lúcio Flaminino em seu consulado

Em 193 a.C., Flaminino, já de volta à Itália, concorreu nas eleições consulares do ano seguinte. Seu principal adversário era Públio Cornélio Cipião Násica, cuja candidatura era apoiada pelo grande herói da Segunda Guerra Púnica, Cipião Africano. Porém, como Flaminino tinha o apoio de seu irmão, Tito Quíncio Flaminino, que havia acabado de celebrar um triunfo pela vitória dos dois na Segunda Guerra Macedônica, Tito conseguiu utilizar sua "auctoritas" para ajudar o irmão a vencer. Seu colega foi Cneu Domício Enobarbo.
Lúcio recebeu a Gália Cisalpina como província consular, com a Itália considerada província de ambos. Em sua marcha para o norte, envolveu-se na guerra em andamento contra os lígures, que estava sob o comando geral do procônsul Quinto Minúcio Termo. Perto de Pisae, Lúcio os derrotou numa batalha na qual teria eliminado cerca de 9 000 guerreiros inimigos, obrigando o resto a se refugiar em seu acampamento fortificado, que ele prontamente cercou. Durante a noite, os lígures conseguiram fugir, deixando o acampamento vazio para Flaminino, que avançou em seguida pelo território dos boios, que passou a saquear e arrasar.
No final de seu mandato, Lúcio, que havia sido escolhido como o responsável pelas eleições do ano seguinte, recebeu notícias de que o Senado quer que elas ocorressem o mais rapidamente possível. Por isso, Flaminino recebeu ordens de entregar temporariamente o comando de seus legiões no norte e retornar a Roma. Obedecendo a diretiva, já no caminho, Lúcio ordenou a convocação das eleições. Terminado o processo, Flaminino voltou para o norte e continuou seu ataque aos boios, que logo se renderam. Ao voltar para Roma, já no fim de seu mandato, o Senado ordenou que ele alistasse um novo exército para que os próximos cônsules já tivessem uma força pronta para a iminente guerra contra Antíoco III, o Grande, do Síria selêucida. 
No ano seguinte, Flaminino foi nomeado legado pelo cônsul Mânio Acílio Glabrião, que lutou na Grécia no início da Guerra romano-síria, acabou substituído por Catão, o Velho e Lúcio Valério Flaco.

## Anos finais e morte
Em 184 a.C., Flaminino foi expulso do Senado pelo censor Catão, o Velho, por conduta inapropriada durante seu consulado. Num discurso perante o Senado, Catão acusou Flaminino de diversos crimes, incluindo pederastia, uma prática que ele teria aprendido na Grécia. Catão relatou ainda que, durante seu consulado, um nobre boio e sua família foram até sua tenda para buscar refúgio. Como a amante de Flaminino frequentemente lhe dizia que nunca havia visto um homem morrer, o cônsul se virou para ela e perguntou se ela gostaria de ver um gaulês morrer. O nobre boio ainda estava falando através de um intérprete quando Flaminino ordenou que seu lictor decapitasse o homem, Contudo, Anthony Everitt oferece uma outra versão deste mesmo evento. Em seu livro "The Rise of Rome", ele afirma que Flaminino teria sido lembrado, jocosamente, por seu jovem amante masculino, um prostituto chamado Filipe, o Cartaginês, que Flaminino o arrastara para uma campanha longe de Roma e dos jogos gladiatoriais. Irritado, ele ordenou que um celta que estivesse no acampamento romano em busca de asilo fosse levado até ele e, assim que homem chegou, o próprio Flaminino o teria matado com sua espada. Mais para a frente na obra, Everitt explica "Há variações sobre esta história, uma delas de que o garoto era uma garota, outra que o homem que foi morto seria um criminoso condenado e não um nobre celta, uma terceira de que uma prostituta teria exigido a exceção e, finalmente, uma na qual o ato teria sido realizado por um lictor e não ele. Porém, em seu relato sobre o caso, Lívio (XXIX, 42) alega ter lido o discurso de Catão sobre o caso e não há razão para duvidar de suas palavras. Portanto, a versão de Catão é provavelmente a mais perto da verdade".
Independente das acusações, a realidade é que a expulsão de Flaminino do Senado era parte de uma disputa mais ampla entre o partido oligarca dos Cipiões contra seus adversários, liderados por Catão. Determinado a diminuir a influência de Cipião Africano e evitar a ascensão de um sistema oligárquico no interior da República Romana, Catão decidiu transformar em exemplos alguns dos mais proeminentes membros do grupo adversário, sendo Lúcio Flaminino o mais proeminente, mas não o único.
Mesmo expulso, Lúcio Flaminino continuou popular entre os romanos. Num primeiro momento, assim que as notícias de sua expulsão se espalharam, um "contio" (uma reunião pública) foi realizado para discutir a questão, no qual Catão novamente discursou, desta vez defendendo suas ações. Flaminino recusou a oferta de Catão de se redimir através de um "sponsio" (um juramento ritual solene). O povo protestou contra esta humilhação a um antigo cônsul e o tumulto só acalmou quando ele concordou em mudar de lugar para ir se sentar entre os senadores de status consular.
Flaminino foi áugure entre 213 e 170 a.C., morrendo na função neste mesmo ano.